# Tweede klasse (Belgie)
Tweede klasse (oficiálním názvem dle sponzora Proximus League) je druhá nejvyšší fotbalová ligová soutěž v ligovém systémů pořádaná na území Belgie. Liga byla založena oficiálně v roce 1909 pod názvem Promotion, neoficiálně se pořádala v letech 1896 až 1909. V letech 2008 až 2010 se liga nazývala EXQI League podle vlastníka hlavního sponzora celé soutěže Euro1080. Od roku 2012 se liga nazývala Belgacom League podle telekomunikační společnosti Belgacom. Pro sezónu 2014/15 byl změněn název na Proximus League.

## Složení ligy v ročníku 2014/15
| Klub                         | Město             | Stadión                   | Kapacita |
| ---------------------------- | ----------------- | ------------------------- | -------- |
| SC Eendracht Aalst           | Aalst             | Pierre Cornelisstadion    | 7 500    |
| Royal Antwerp FC             | Antverpy          | Bosuilstadion             | 16 649   |
| KFC Dessel Sport             | Dessel            | Lorzestraat               | 5 000    |
| KAS Eupen                    | Eupen             | Kehrweg Stadion           | 8 000    |
| AS Verbroedering Geel        | Geel              | De Leunen                 | 10 022   |
| KSK Heist                    | Heist-op-den-Berg | Gemeentelijk Sportcentrum | 7 000    |
| Lommel United                | Lommel            | Soevereinstadion          | 12 500   |
| Oud-Heverlee Leuven          | Leuven            | Den Dreef                 | 9 500    |
| KRC Mechelen                 | Mechelen          | Oscar Vankesbeeckstadion  | 13 687   |
| RAEC Mons                    | Mons              | Stade Charles Tondreau    | 13 000   |
| K. Patro Eisden Maasmechelen | Maasmechelen      | Patrostadion              | 9 600    |
| KSV Roeselare                | Roeselare         | Schiervelde Stadion       | 9 075    |
| Seraing United               | Seraing           | Stade Pairay              | 14 236   |
| K. Sint-Truidense VV         | Sint-Truiden      | Staaienveld               | 14 600   |
| AFC Tubize                   | Tubize            | Stade Leburton            | 9 000    |
| R. White Star Bruxelles      | Brusel            | Stade Edmond Machtens     | 15 266   |
| RE Virton                    | Virton            | Stade Yvan Georges        | 4 015    |
| KV Woluwe-Zaventem           | Zaventem          | Gemeentelijk Stadion      | 1 500    |

## Vítězové jednotlivých ročníků
| Promotion (1909 – 1923)                         |                                               |                                               |
| Ročník                                          | Vítěz                                         | 2. místo                                      |
| 1909 – 1910                                     | RC de Malines                                 | AA La Gantoise                                |
| 1910 – 1911                                     | R. Uccle Sport                                | RC de Gand                                    |
| 1911 – 1912                                     | FC Liégeois                                   | CS Verviétois                                 |
| 1912 – 1913                                     | AA La Gantoise                                | Leopold Club de Bruxelles                     |
| 1913 – 1914                                     | R. Uccle Sport                                | RC de Malines                                 |
| 1914 – 1919                                     | Nehráno kvůli probíhající první světové válce | Nehráno kvůli probíhající první světové válce |
| 1919 – 1920                                     | Tilleur FC                                    | Standard de Liège                             |
| 1920 – 1921                                     | Standard de Liège                             | FC Malinois                                   |
| 1921 – 1922                                     | R. Uccle Sport                                | K. Berchem Sport                              |
| 1922 – 1923                                     | FC Liégeois                                   | RC de Gand                                    |
| Promotion A / Promotion B (1923 – 1926)         |                                               |                                               |
| Ročník                                          | Vítěz Promotion A                             | Vítěz Promotion B                             |
| 1923 – 1924                                     | SC Anderlechtois                              | White Star Woluwe AC                          |
| 1924 – 1925                                     | Tilleur FC                                    | CS Verviétois                                 |
| 1925 – 1926                                     | RC de Bruxelles                               | FC Malinois                                   |
| Eerste klasse (1926 – 1931)                     |                                               |                                               |
| Ročník                                          | Vítěz                                         | 2. místo                                      |
| 1926 – 1927                                     | Liersche SK                                   | SC Anderlechtois                              |
| 1927 – 1928                                     | FC Malinois                                   | Tilleur FC                                    |
| 1928 – 1929                                     | FC Brugeois                                   | SC Anderlechtois                              |
| 1929 – 1930                                     | RC Montegnée                                  | Tubantia FAC                                  |
| 1930 – 1931                                     | RC de Gand                                    | FC Turnhout                                   |
| Eerste klasse A / Eerste klasse B (1931 – 1952) |                                               |                                               |
| Ročník                                          | Vítěz Eerste klasse A                         | Vítěz Eerste klasse B                         |
| 1931 – 1932                                     | TSV Lyra                                      | RC de Bruxelles                               |
| 1932 – 1933                                     | Belgica FC Edegem                             | R. Tilleur FC                                 |
| 1933 – 1934                                     | White Star Woluwe AC                          | R. Berchem Sport                              |
| 1934 – 1935                                     | RFC Brugeois                                  | RSC Anderlechtois                             |
| 1935 – 1936                                     | FC Turnhout                                   | ARA La Gantoise                               |
| 1936 – 1937                                     | RC Tirlemont                                  | OC Charleroi                                  |
| 1937 – 1938                                     | Boom FC                                       | RCS Brugeois                                  |
| 1938 – 1939                                     | SC Eendracht Aalst                            | R. Tilleur FC                                 |
| 1939 – 1941                                     | Nehráno kvůli probíhající druhé světové válce | Nehráno kvůli probíhající druhé světové válce |
| 1941 – 1942                                     | CS La Forestoise                              | RC de Bruxelles                               |
| 1942 – 1943                                     | K. Lyra                                       | R. Berchem Sport                              |
| 1943 – 1944                                     | K. Sint-Niklaasche SK                         | FC Liégeois                                   |
| 1944 – 1945                                     | Nehráno kvůli probíhající druhé světové válce | Nehráno kvůli probíhající druhé světové válce |
| 1945 – 1946                                     | RFC Brugeois                                  | K. Lyra                                       |
| 1946 – 1947                                     | R. Uccle Sport                                | R. Charleroi SC                               |
| 1947 – 1948                                     | KRC Mechelen                                  | R. Tilleur FC                                 |
| 1948 – 1949                                     | K. Stade Leuven                               | RFC Brugeois                                  |
| 1949 – 1950                                     | Daring Club de Bruxelles SR                   | R. Beeringen FC                               |
| 1950 – 1951                                     | Royale Union Saint-Gilloise                   | RUS Tournaisienne                             |
| 1951 – 1952                                     | RC de Gand                                    | K. Beringen FC                                |
| Tweede klasse (1952 – 1973)                     |                                               |                                               |
| Ročník                                          | Vítěz                                         | 2. místo                                      |
| 1952 – 1953                                     | K. Lyra                                       | Lierse SK                                     |
| 1953 – 1954                                     | KSV Waterschei Thor                           | RC de Bruxelles                               |
| 1954 – 1955                                     | R. Daring Club de Bruxelles                   | K. Beringen FC                                |
| 1955 – 1956                                     | RCS Verviétois                                | ROC Charleroi                                 |
| 1956 – 1957                                     | KSV Waterschei Thor                           | K. Sint-Truidense VV                          |
| 1957 – 1958                                     | K. Beringen FC                                | RRC Tournaisien                               |
| 1958 – 1959                                     | R. Daring Club de Bruxelles                   | RFC Brugeois                                  |
| 1959 – 1960                                     | KSC Eendracht Aalst                           | Patro Eisden                                  |
| 1960 – 1961                                     | KFC Diest                                     | RCS Brugeois                                  |
| 1961 – 1962                                     | R. Berchem Sport                              | K. Beringen FC                                |
| 1962 – 1963                                     | RFC Malinois                                  | K. Waterschei SV Thor Genk                    |
| 1963 – 1964                                     | Royale Union Saint-Gilloise                   | R. Tilleur FC                                 |
| 1964 – 1965                                     | White Star AC                                 | RFC Malinois                                  |
| 1965 – 1966                                     | KSV Waregem                                   | R. Charleroi SC                               |
| 1966 – 1967                                     | KSK Beveren                                   | ROC Charleroi                                 |
| 1967 – 1968                                     | ARA La Gantoise                               | Royale Union Saint-Gilloise                   |
| 1968 – 1969                                     | ASV Oostende KM                               | R. Crossing Club Molenbeek                    |
| 1969 – 1970                                     | KFC Diest                                     | Royal Antwerp FC                              |
| 1970 – 1971                                     | Cercle Brugge KSV                             | KV Mechelen                                   |
| 1971 – 1972                                     | K. Berchem Sport                              | R. Beringen FC                                |
| 1972 – 1973                                     | KSK Beveren                                   | KSV Waregem                                   |

| Tweede klasse (1973 – 2014) |                                 |                             |                               |
| Ročník                      | Vítěz                           | 2. místo                    | Vítěz play-off                |
| 1973 – 1974                 | ROC de Montignies-sur-Sambre    | ASV Oostende KM             | Lierse SK                     |
| 1974 – 1975                 | KRC Mechelen                    | K. Boom FC                  | AA La Louvière                |
| 1975 – 1976                 | KFC Winterslag                  | KFC Diest                   | KV Kortrijk                   |
| 1976 – 1977                 | K. Boom FC                      | Patro Eisden                | AA Louviéroise                |
| 1977 – 1978                 | K. Waterschei SV Thor Genk      | K. Berchem Sport            | K. Berchem Sport              |
| 1978 – 1979                 | Cercle Brugge KSV               | KSK Tongeren                | KSC Hasselt                   |
| 1979 – 1980                 | KAA Gent                        | KV Kortrijk                 | KV Kortrijk                   |
| 1980 – 1981                 | KSK Tongeren                    | RFC Sérésien                | KV Mechelen                   |
| 1981 – 1982                 | RFC Sérésien                    | K. Beerschot VAC            | K. Beerschot VAC              |
| 1982 – 1983                 | KV Mechelen                     | K. Sint-Niklase SKE         | K. Beringen FC                |
| 1983 – 1984                 | K. Sint-Niklase SKE             | KSC Hasselt                 | RC Jet de Bruxelles           |
| 1984 – 1985                 | Racing White Daring Molenbeek   | KRC Mechelen                | R. Charleroi SC               |
| 1985 – 1986                 | K. Berchem Sport                | RC Jet de Bruxelles         | RC Jet de Bruxelles           |
| 1986 – 1987                 | K. Sint-Truidense VV            | KFC Winterslag              | KFC Winterslag                |
| 1987 – 1988                 | KRC Mechelen                    | KSC Eendracht Aalst         | Lierse SK                     |
| 1988 – 1989                 | KFC Germinal Ekeren             | RFC Sérésien                | KAA Gent                      |
| 1989 – 1990                 | Racing White Daring Molenbeek   | K. Boom FC                  | KRC Genk                      |
| 1990 – 1991                 | KSK Beveren                     | K. Sint-Niklase SKE         | KSC Eendracht Aalst           |
| 1991 – 1992                 | KFC Lommelse SK                 | KV Turnhout                 | K. Boom FC                    |
| 1992 – 1993                 | RFC Sérésien                    | K. Beerschot VAC            | KV Oostende                   |
| 1993 – 1994                 | K. Sint-Truidense VV            | RE Mouscron                 | KSC Eendracht Aalst           |
| 1994 – 1995                 | KSV Waregem                     | K. Beerschot VAC            | KRC Harelbeke                 |
| 1995 – 1996                 | KSC Lokeren                     | KRC Genk                    | RE Mouscron                   |
| 1996 – 1997                 | KSK Beveren                     | KVC Westerlo                | KVC Westerlo                  |
| 1997 – 1998                 | KV Oostende                     | KV Kortrijk                 | KV Kortrijk                   |
| 1998 – 1999                 | KV Mechelen                     | Royal Antwerp FC            | KFC Verbroedering Geel        |
| 1999 – 2000                 | Royal Antwerp FC                | KV Oostende                 | RAA Louviéroise               |
| 2000 – 2001                 | KFC Lommelse SK                 | KV Turnhout                 | Racing White Daring Molenbeek |
| 2001 – 2002                 | KV Mechelen                     | KSV Ingelmunster            | RAEC Mons                     |
| 2002 – 2003                 | Cercle Brugge KSV               | KAS Eupen                   | K. Heusden-Zolder SK          |
| 2003 – 2004                 | FC Molenbeek Brussels Strombeek | KV Oostende                 | KV Oostende                   |
| 2004 – 2005                 | SV Zulte-Waregem                | KSV Roeselare               | KSV Roeselare                 |
| 2005 – 2006                 | RAEC Mons                       | KVSK United Overpelt-Lommel | Lierse SK                     |
| 2006 – 2007                 | FC Verbroedering Dender EH      | KV Mechelen                 | KV Mechelen                   |
| 2007 – 2008                 | KV Kortrijk                     | AFC Tubize                  | AFC Tubize                    |
| 2008 – 2009                 | K. Sint-Truidense VV            | Lierse SK                   | KSV Roeselare                 |
| 2009 – 2010                 | Lierse SK                       | KVSK United Overpelt-Lommel | KAS Eupen                     |
| 2010 – 2011                 | Oud-Heverlee Leuven             | Lommel United               | RAEC Mons                     |
| 2011 – 2012                 | R. Charleroi SC                 | Waasland-Beveren            | Waasland-Beveren              |
| 2012 – 2013                 | KV Oostende                     | Royal Mouscron-Péruwelz     | Cercle Brugge KSV             |
| 2013 – 2014                 | KVC Westerlo                    | KAS Eupen                   | Royal Mouscron-Péruwelz       |